# C
A letra C (cê) é a terceira letra do alfabeto latino. É pronunciado "cê". Tem aparência idêntica à décima nona letra do alfabeto cirílico, С, que equivale foneticamente ao S latino.

## História
Na língua etrusca, as consoantes oclusivas não tinham uma pronunciação específica, por isso, usaram o Γ (gama) do alfabeto grego para escrever o seu som /k/. No início, os romanos utilizavam o C tanto para representar o som /k/ como o /g/. Só mais tarde se acrescentou um segmento reto horizontal na zona central direita para produzir o G. É possível, ainda que incerto, que o C tenha apenas representado o /g/ no início, enquanto que a letra K seria utilizada para o som /k/.
Alguns académicos defendem que o ג (gimel) semítico representava um camelo.
| Proto-semitic Gimel  | Phoenician Gimel | Early Greek gamma        | Greek gamma | Etruscan C |
| Gimel proto-semítico | Gimel fenício    | Gamma do grego primitivo | Gamma grego | C etrusco  |

## Fonologia

### Português
C é a segunda consoante e terceira letra do alfabeto.
Pronuncia-se /k/ antes das vogais A, O e U e consoantes.
Pronuncia-se /s/ antes das vogais E e I. Historicamente nesta situação, já foi-se pronunciada como /ts/, dando-lhe um som único quando antes das vogais E e I, ou seja, palavras como certo eram pronunciadas como "tserto", sem embargo, este som foi gradualmente perdendo-se e tornando-se um /s/, fazendo com que as palavras cem e sem tornassem-se homófonas.
Ç (pronuncia-se "cê cedilha") atualmente apenas se pode usar antes das vogais A, O e U. Historicamente, o cê cedilha já foi pronunciado como /ts/, dando-lhe um som único quando antes de A, O e U, ou seja, palavras como maçã eram pronunciadas como "matsã", por obstante, assim como já citado anteriormente, este som foi gradualmente perdendo-se e tornando-se um /s/, fazendo com que as palavras sessão e seção tornassem-se homófonas.
O dígrafo CH pronuncia-se /ʃ/ em português, histórica e ainda dialetalmente /tʃ/.
Antes da entrada em vigor do Acordo Ortográfico de 1990, era letra muda em algumas palavras no Português europeu, eventualmente servindo para abrir a vogal anterior.
C representa cem na numeração romana.

### Outras línguas
| Pronúncia mais comum: /k/ Idiomas em itálico não usam o alfabeto latino | Pronúncia mais comum: /k/ Idiomas em itálico não usam o alfabeto latino | Pronúncia mais comum: /k/ Idiomas em itálico não usam o alfabeto latino | Pronúncia mais comum: /k/ Idiomas em itálico não usam o alfabeto latino | Pronúncia mais comum: /k/ Idiomas em itálico não usam o alfabeto latino |
| Língua                                                                  | Dialeto(s)                                                              | Pronúncia (IPA)                                                         | Condição                                                                | Notas                                                                   |
| ----------------------------------------------------------------------- | ----------------------------------------------------------------------- | ----------------------------------------------------------------------- | ----------------------------------------------------------------------- | ----------------------------------------------------------------------- |
| Albanês                                                                 | Albanês                                                                 | /ts/                                                                    |                                                                         |                                                                         |
| Árabe                                                                   | Árabe cipriota                                                          | /ʕ/                                                                     |                                                                         | Latinização                                                             |
| Azeri                                                                   | Azeri                                                                   | /dʒ/                                                                    |                                                                         |                                                                         |
| Berbere                                                                 | Berbere                                                                 | /ʃ/                                                                     |                                                                         | Latinização                                                             |
| Bukawa                                                                  | Bukawa                                                                  | /ʔ/                                                                     |                                                                         |                                                                         |
| Catalão                                                                 | Catalão                                                                 | /k/                                                                     |                                                                         |                                                                         |
| Catalão                                                                 | Catalão                                                                 | /s/                                                                     | Antes de e, eu                                                          |                                                                         |
| Tártaro da Crimeia                                                      | Tártaro da Crimeia                                                      | /dʒ/                                                                    |                                                                         |                                                                         |
| Córnica                                                                 | Córnica                                                                 | /s/                                                                     |                                                                         | Formulário Escrito Padrão                                               |
| Tcheco                                                                  | Tcheco                                                                  | /ts/                                                                    |                                                                         |                                                                         |
| Dinamarquês                                                             | Dinamarquês                                                             | /k/                                                                     |                                                                         |                                                                         |
| Dinamarquês                                                             | Dinamarquês                                                             | /s/                                                                     | Antes de e, i, y, æ, ø                                                  |                                                                         |
| Neerlandês                                                              | Neerlandês                                                              | /k/                                                                     |                                                                         |                                                                         |
| Neerlandês                                                              | Neerlandês                                                              | /s/                                                                     | Antes de e, i, y                                                        |                                                                         |
| Neerlandês                                                              | Neerlandês                                                              | /tʃ/                                                                    | Antes de e,i,y                                                          | em empréstimos do italiano                                              |
| Inglês                                                                  | Inglês                                                                  | /k/                                                                     |                                                                         |                                                                         |
| Inglês                                                                  | Inglês                                                                  | /s/                                                                     | Antes de e, i, y                                                        |                                                                         |
| Fijiano                                                                 | Fijiano                                                                 | /ð/                                                                     |                                                                         |                                                                         |
| Filipino                                                                | Filipino                                                                | /k/                                                                     |                                                                         |                                                                         |
| Filipino                                                                | Filipino                                                                | /s/                                                                     | Antes de e, eu                                                          |                                                                         |
| Francês                                                                 | Francês                                                                 | /k/                                                                     |                                                                         |                                                                         |
| Francês                                                                 | Francês                                                                 | /s/                                                                     | Antes de e, i, y                                                        |                                                                         |
| Fula                                                                    | Fula                                                                    | /tʃ/                                                                    |                                                                         |                                                                         |
| Gagauz                                                                  | Gagauz                                                                  | /dʒ/                                                                    |                                                                         |                                                                         |
| Galego                                                                  | Galego                                                                  | /k/                                                                     |                                                                         |                                                                         |
| Galego                                                                  | Galego                                                                  | /θ/                                                                     | Antes de e, eu                                                          |                                                                         |
| Galego                                                                  | Galego                                                                  | /s/                                                                     | Antes de e, eu                                                          | em áreas Seseu                                                          |
| Hausa                                                                   | Hausa                                                                   | /tʃ/                                                                    |                                                                         |                                                                         |
| Húngaro                                                                 | Húngaro                                                                 | /ts/                                                                    |                                                                         |                                                                         |
| Indonésio                                                               | Indonésio                                                               | /tʃ/                                                                    |                                                                         |                                                                         |
| Irlandês                                                                | Irlandês                                                                | /k/                                                                     |                                                                         |                                                                         |
| Irlandês                                                                | Irlandês                                                                | /c/                                                                     | Antes de e, i; ou depois que eu                                         |                                                                         |
| Italiano                                                                | Italiano                                                                | /k/                                                                     |                                                                         |                                                                         |
| Italiano                                                                | Italiano                                                                | /tʃ/                                                                    | Antes de e, eu                                                          |                                                                         |
| Curdo                                                                   | Kurmanji                                                                | /dʒ/                                                                    |                                                                         |                                                                         |
| Letão                                                                   | Letão                                                                   | /ts/                                                                    |                                                                         |                                                                         |
| Malaio                                                                  | Malaio                                                                  | /tʃ/                                                                    |                                                                         |                                                                         |
| Mandarim                                                                | Chinês padrão                                                           | /tsʰ/                                                                   |                                                                         | Pinyin latinização                                                      |
| Mandingo                                                                | Mandingo                                                                | /tʃ/                                                                    |                                                                         |                                                                         |
| Polonês                                                                 | Polonês                                                                 | /ts/                                                                    |                                                                         |                                                                         |
| Romeno                                                                  | Romeno                                                                  | /tʃ/                                                                    | Antes de e, eu                                                          |                                                                         |
| Romeno                                                                  | Romeno                                                                  | /k/                                                                     |                                                                         |                                                                         |
| Romanche                                                                | Romanche                                                                | /ts/                                                                    | Antes de e, eu                                                          |                                                                         |
| Romanche                                                                | Romanche                                                                | /k/                                                                     |                                                                         |                                                                         |
| Gaélico Escocês                                                         | Gaélico Escocês                                                         | /kʰ/                                                                    |                                                                         |                                                                         |
| Gaélico Escocês                                                         | Gaélico Escocês                                                         | kʰʲ                                                                     | Antes de e, i; ou depois que eu                                         |                                                                         |
| Servo-Croata                                                            | Servo-Croata                                                            | /ts/                                                                    |                                                                         |                                                                         |
| Eslovaco                                                                | Eslovaco                                                                | /ts/                                                                    |                                                                         |                                                                         |
| Esloveno                                                                | Esloveno                                                                | /ts/                                                                    |                                                                         |                                                                         |
| somali                                                                  | somali                                                                  | /ʕ/                                                                     |                                                                         |                                                                         |
| Espanhol                                                                | Tudo                                                                    | /k/                                                                     |                                                                         |                                                                         |
| Espanhol                                                                | Maior parte do Espanhol europeu                                         | /θ/                                                                     | Antes de e, i, y                                                        |                                                                         |
| Espanhol                                                                | das Américas, da Andaluzia, das Ilhas Canárias                          | /s/                                                                     | Antes de e, i, y                                                        |                                                                         |
| Sueco                                                                   | Sueco                                                                   | /k/                                                                     |                                                                         |                                                                         |
| Sueco                                                                   | Sueco                                                                   | /s/                                                                     | Antes de e, i, y, ä, ö                                                  |                                                                         |
| Tártaro                                                                 | Tártaro                                                                 | /ʑ/                                                                     |                                                                         |                                                                         |
| Turco                                                                   | Turco                                                                   | /dʒ/                                                                    |                                                                         |                                                                         |
| Valenciano                                                              | Valenciano                                                              | /k/                                                                     |                                                                         |                                                                         |
| Valenciano                                                              | Valenciano                                                              | /s/                                                                     | Antes de e, eu                                                          |                                                                         |
| Vietnamita                                                              | Vietnamita                                                              | /k/                                                                     |                                                                         |                                                                         |
| Vietnamita                                                              | Vietnamita                                                              | k̚                                                                       | Palavra-final                                                           |                                                                         |
| Vietnamita                                                              | Vietnamita                                                              | /kp/                                                                    | Palavra-final depois de u, ô, o                                         |                                                                         |
| Galês                                                                   | Galês                                                                   | /k/                                                                     |                                                                         |                                                                         |
| Xhosa                                                                   | Xhosa                                                                   | /ǀ/                                                                     |                                                                         |                                                                         |
| Yabem                                                                   | Yabem                                                                   | /ʔ/                                                                     |                                                                         |                                                                         |
| Yup'ik do Alasca central                                                | Yup'ik do Alasca central                                                | /tʃ/                                                                    |                                                                         |                                                                         |
| Zulu                                                                    | Zulu                                                                    | /ǀ/                                                                     |                                                                         |                                                                         |

## Significados de C
- C
  - (computação) linguagem de programação C.  Outras linguagens de programação derivadas incluem a letra C, por exemplo: C++, C#, Cω e Dynamic C
  - (nutrição) Vitamina C, nome comum do ácido ascórbico
  - (química) símbolo químico do carbono
  - (física) Coulomb, unidade de carga eléctrica
  - (esquemática electrónica) capacitor ou condensador
  - (música) nota musical Dó em algumas línguas (p. ex. inglês e alemão)
- c
  - (física) velocidade da luz no vácuo
- {\displaystyle \mathbb {C} }
  - (matemática) o conjunto dos números complexos

C em Símbolo de direitos Autorais

Alguns académicos defendem que o ג (gimel) semítico representava um camelo.
C representa cem na numeração romana.

## Histórico
"C" vem da mesma letra que "G". Os semitas deram-lhe o nome de gimel. O sinal é possivelmente adaptado de um hieróglifos egípcios para um bastão de funda de bastão, que pode ter sido o significado do nome gimel. Outra possibilidade é que retratasse um camelo, cujo nome semítico era gamal. Barry B. Powell, um especialista na história da escrita, afirma: "É difícil imaginar como gimel = "camelo" pode ser derivado da imagem de um camelo (pode mostrar sua corcunda, ou sua cabeça e pescoço!)".
Na língua etrusca, essa consoante plosivas não tinha fonação|voz] contrastante, assim, o grego 'Γ' adotado no alfabeto etrusco para representar /k/. Já no alfabeto grego ocidental, Gamma primeiro tomou uma forma  no etrusco antigo, então ' ' em etrusco clássico. Em latim, eventualmente, assumiu a forma '|c' em latim clássico. Nas primeiras inscrições em Latim, as letras 'c k q' eram usadas para representar os sons /k/ e /ɡ/ (que não eram diferenciado por escrito). Destes, 'q' foi usado para representar /k/ ou /ɡ/ antes de uma vogal arredondada, 'k' antes 'a', e 'c' em outro lugar. Durante o século III aC, um caractere modificado foi introduzido para /ɡ/, e 'c' em si foi mantido para /k/} }. O uso de 'c' (e sua variante 'g') substituiu a maioria dos usos de 'k' e 'q'. Assim, no período clássico e depois, 'g' era tratado como o equivalente da gama grega, e 'c' como o equivalente de kappa; isso mostra na romanização das palavras gregas, como em 'ΚΑΔΜΟΣ', 'ΚΥΡΟΣ', e 'ΦΩΚΙΣ' veio para o latim como 'cadmvs', 'cyrvs' e 'phocis', respectivamente.
Outros alfabetos têm letras homoglíficas para 'c', mas não análogos em uso e derivação, como a letra Cirílico Es (С, с) que deriva do semilunar sigma (letra), nomeado devido à sua semelhança com a lua crescente.

## Uso posterior
Quando o alfabeto romano foi introduzido na Grã-Bretanha, ⟨c⟩ representava apenas /k/, e esse valor da letra foi mantido em empréstimos para todas as línguas celtas insulares: em galês, Irlandês e Gaélico Escocês, ⟨c⟩ representa apenas /k/. O Sistema de escrita baseado em latim inglês antigo foi aprendido com os celtas, aparentemente da Irlanda; portanto, ⟨c⟩ em inglês antigo também representava originalmente /k/; as palavras em inglês moderno kin, break, broken, thick e seek vêm todas de palavras em inglês antigo escritas com ⟨c⟩: cyn, brecan, brocen, þicc, e séoc. No entanto, durante o período do inglês antigo, /k/ antes das vogais anteriores (/e/ e /i/) eram palatalizidos, tendo mudado no século X para [tʃ], embora ⟨c⟩ ainda fosse usado, como em cir(i)ce, wrecc(e)a. No continente, entretanto, uma mudança fonética semelhante também estava acontecendo (por exemplo, em italiano).
Em latim vulgar, /k/ tornou-se palatalizado para [tʃ] na Itália e na Dalmácia; na França e na Península Ibérica, tornou-se [ts]. No entanto, para esses novos sons ⟨c⟩ ainda era usado antes das letras ⟨e⟩ e ⟨i⟩. A carta representa assim

### Inglês
Em ortografia inglesa, ⟨c⟩ geralmente representa o valor "soft" de /s/ antes das letras ⟨e⟩, ⟨i⟩ e ⟨y⟩ (incluindo os dígrafos derivados do latim ⟨oe⟩ ou as ligaduras correspondentes ⟨æ⟩ e ⟨œ⟩, e um valor "hard" de k antes de qualquer outra letra ou no final de uma palavra. No entanto, há várias exceções em inglês: "soccer" e "pronúncia céltica" são palavras que têm k onde s seria esperado.
O "suave" ⟨c⟩ pode representar o som ʃ no dígrafo ⟨ci⟩ quando este precede uma vogal, como nas palavras 'delicious' e 'appreciate ', e também na palavra "oceano" e seus derivados.
O dígrafo ⟨ch⟩ mais comumente representa tʃ, mas também pode representar k (principalmente em palavras de origem grega) ou [ʃ] (principalmente em palavras de origem francês). Para alguns dialetos do inglês, também pode representar x em palavras como loch, enquanto outros falantes pronunciam o som final como k. O trigrafo ⟨tch⟩ sempre representa tʃ.
O dígrafo ⟨ck⟩ é frequentemente usado para representar o som k após vogais curtas, como "wicket".
C é a décima segunda letra mais usada no idioma inglês (depois de E, T, A, O, I , N, S, H, R, D e L), com uma frequência de cerca de 2,8% em palavras.

### Outros idiomas
Nas línguas românicas francês, espanhol, italiano, romeno e português, ⟨c⟩ geralmente tem um valor "hard" de /k/ e um valor "soft" cuja pronúncia varia de acordo com o idioma. Em francês, português, catalão e espanhol da América Latina e alguns lugares na Espanha, o valor ⟨c⟩ suave é /s/ como em inglês. No espanhol falado na maior parte da Espanha, o ⟨c⟩ suave é uma fricativa dental surda /θ/. Em italiano e romeno, o ⟨c⟩ suave é /t͡ʃ/.
As línguas germânicas geralmente usam c para empréstimos ou dígrafos românicos, como ⟨ch⟩ e ⟨ck⟩, mas as regras variam entre os idiomas. Holandesa usa mais ⟨c⟩, para todos os empréstimos românicos e o dígrafo ⟨ch⟩, mas ao contrário do inglês, não usa ⟨c⟩ para nativo Palavras germânicas como komen, "venha". Alemão usa ⟨c⟩ nos dígrafos ⟨ch⟩ e ⟨ck⟩, e o trígrafo ⟨sch⟩, mas apenas por si só em palavras emprestadas e nomes de lugares não assimilados. dinamarquês mantém suave ⟨c⟩ em palavras românicas, mas muda duramente ⟨c⟩ para ⟨k⟩. Sueco tem as mesmas regras para soft e hard ⟨c⟩ que o dinamarquês, e também usa ⟨c⟩ no dígrafo ⟨ck⟩ e a palavra muito comum och, "e". Norueguês, Africâner e Islandês são as mais restritivas, substituindo todos os casos de ⟨c⟩ por ⟨k⟩ ou ⟨s⟩, e reservando ⟨c⟩ para palavras emprestadas e nomes não assimilados.
Todas as línguas balto-eslavas que usam o alfabeto latino, bem como albanês, húngara, pashto, várias línguas sami, Esperanto, Ido, Interlíngua, notação fonética americanista e em algumas línguas aborígenes da América do Norte (cuja ortografia prática deriva dele) usa-se ⟨c⟩ para representar /t͡s/, o som alveolar surdo ou o africado sibilante dental surdo (/s̪/). Em Hanyu Pinyin, a romanização padrão de Chinês Mandarim, a letra representa uma versão aspirada deste som, /t͡sh/.
Entre as línguas não europeias que adotaram o alfabeto latino, ⟨c⟩ representa uma variedade de sons. Yup'ik, Indonésia, Malaio, e várias línguas africanas como Hausa, Fula, e Mandinga compartilham o valor italiano suave de /t͡ʃ/. Em Azeri, Tártaro da Crimeia, Curmanji curdo, e Turco ⟨c⟩ significa o contraparte sonora desse som, a africada pós-alveolar sonora /d͡ʒ/. Em língua Yabem e idiomas semelhantes, como Bukawa, ⟨c⟩ significa uma glotal stop oclusiva /ʔ/. Xhosa e Zulu usam esta letra para representar o clique /ǀ/. Em algumas outras línguas africanas, como no alfabeto latino berbere e o alfabeto berbere Tifinagh
Em Unicode, C também é codificado em vários estilos de fonte para fins matemáticos;